# 黄氏节烈门楼
黄氏节烈门楼位于安徽省黄山市歙县斗山街28号，已列为黄山市文物保护单位。
黄氏节烈门楼建于清顺治七年（1650年)，匾额上书“旌表故儒童吴沛妻黄氏孝烈”12字 ，用于表彰已故童生吴沛之妻黄氏，在丈夫早夭之后，痛不欲生，绝食身亡殉夫。当地官府将黄氏的事迹上报朝廷，皇帝降旨建造牌坊表彰。牌坊为四柱三间三楼式，高7.5米。